# 캘거리 스탬피더스
| 캘거리 스탬피더스 |                                                                                           |
| 디비전            | 웨스트 디비전                                                                             |
| 설립연도          | 1935년                                                                                    |
| 해체연도          |                                                                                           |
| 역사              | 캘거리 브롱스 (1935년~1944년) 캘거리 스탬피더스 (1945년~현재)                             |
| 경기장            | 맥마흔 스타디움                                                                           |
| 연고지            | 앨버타주 캘거리                                                                           |
| 구단주            | 캘거리 스포츠 앤 엔터테인먼트                                                             |
| 단장              | 존 허프나겔                                                                               |
| 감독              | 데이브 디킨슨                                                                             |
| 디비전 우승       | 14회 (1948, 1949, 1968, 1970, 1971, 1991, 1992, 1995, 1998, 1999, 2001, 2008, 2012, 2014) |
| 그레이 컵 우승    | 7회 (1948, 1971, 1992, 1998, 2001, 2008, 2014)                                            |
| 영구 결번         | 5, 10, 13, 18, 22, 55, 67, 75                                                             |

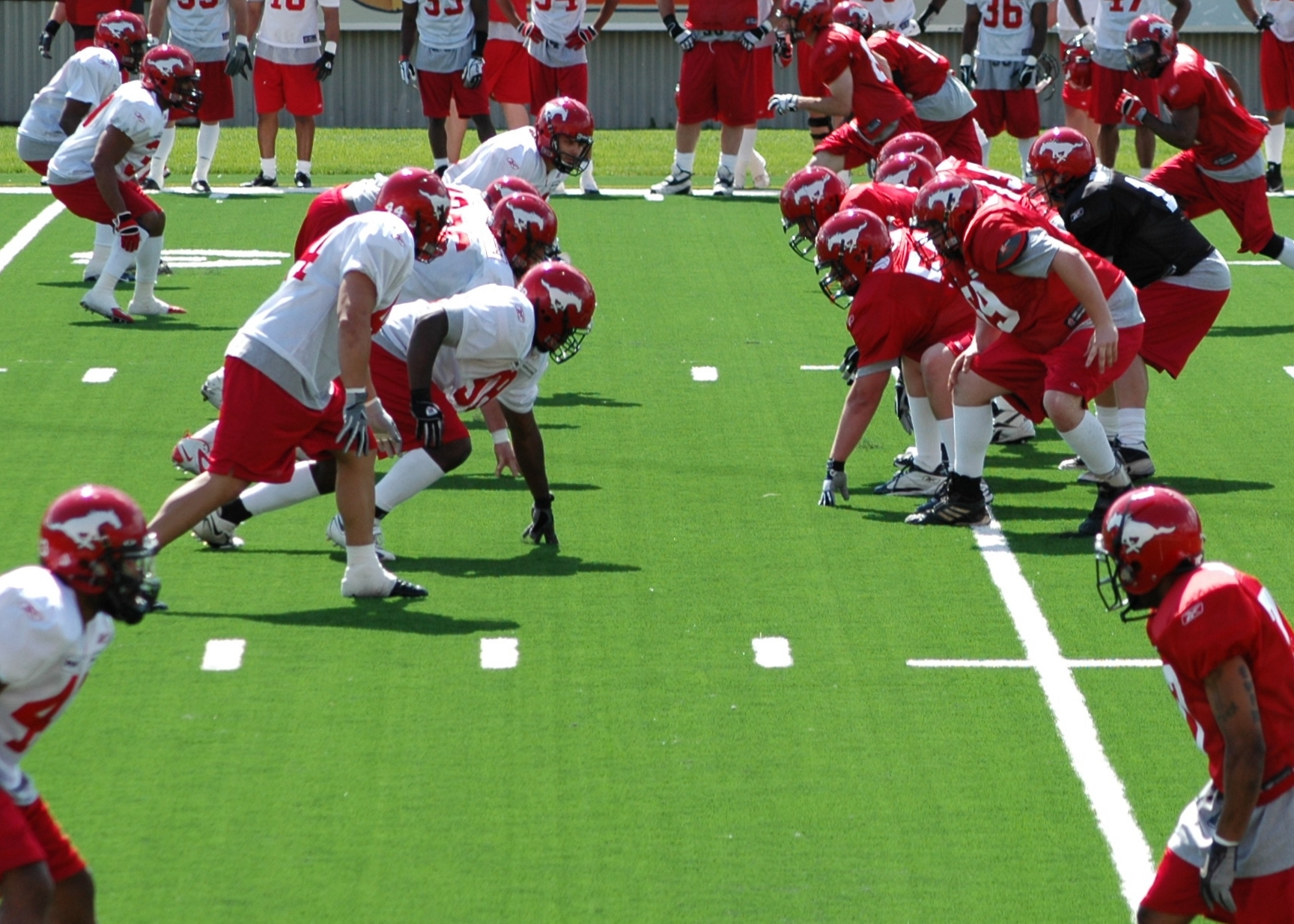

캘거리 스탬피더스(Calgary Stampeders)는 캐나다 앨버타주 캘거리를 연고지로 하는 CFL의 웨스트 디비전 소속팀이다.